# Саблуково (Арзамаський район)
Саблуково (рос. Саблуково) — село в Арзамаському районі Нижньогородської області Російської Федерації.
Населення становить 89 осіб. Входить до складу муніципального утворення Кириловська сільрада.

## Історія
Від 2009 року входить до складу муніципального утворення Кириловська сільрада.

## Населення
| 1999 | 2002 | 2009 | 2010 |
| ---- | ---- | ---- | ---- |
| 142  | ↘138 | ↘118 | ↘89  |